# فرودگاه تاندوه

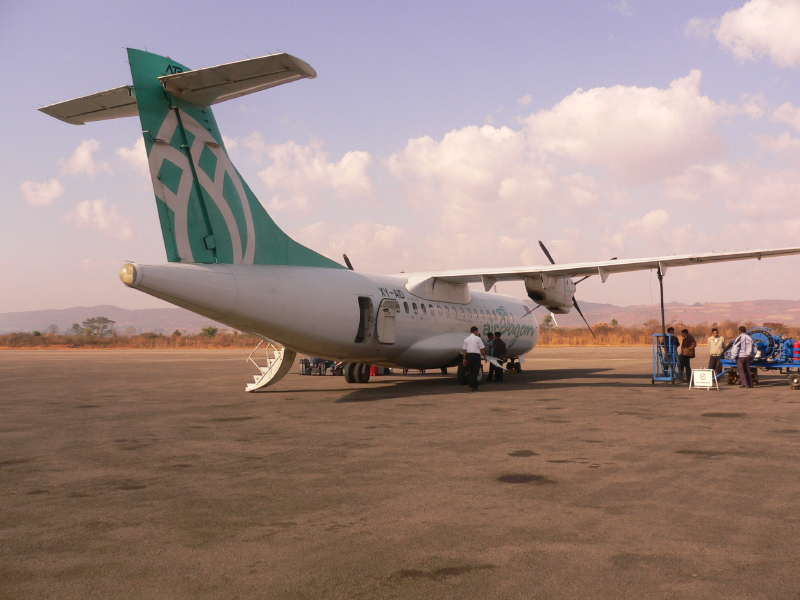
فرودگاه تاندوه

فرودگاه تاندوه (به انگلیسی: Thandwe Airport) یک فرودگاه همگانی با کد یاتا SNW است که یک باند فرود قیر دارد و طول باند آن ۱۶۷۷ متر است. این فرودگاه در کشور میانمار قرار دارد و در ارتفاع ۶ متری از سطح دریا واقع شده است.